# Guerryus aureopubescens
Guerryus aureopubescens là một loài bọ cánh cứng trong họ Cerambycidae.